# کونترن
کونترن (به لوکزامبورگی: Conter) یک شهرداری در استان لوکزامبورگ کشور لوکزامبورگ است که ۲۰٫۵۵ کیلومترمربع مساحت دارد و جمعیت آن در سال ۲۰۰۹ میلادی ۳۲۲۶ نفر بوده‌است.